# Iphione reticulata
Iphione reticulata är en ringmaskart som beskrevs av Amoureux, Rullier och Fishelsohn 1978. Iphione reticulata ingår i släktet Iphione och familjen Polynoidae. Inga underarter finns listade i Catalogue of Life.